# 春告鳥
『春告鳥』（はるつげどり）は、山口百恵の19枚目のスタジオ・アルバムである。1980年2月1日にCBSソニーよりリリースされた。タイトルの ″春告鳥″ はウグイスの異名。

## 概要
帯コピー：春ふたたび、鮮やかに新しい歌が生まれる
1980年代に入って初のアルバムで、全10曲中、B面曲を含む5曲がシングル曲である。
2003年6月4日に発売された、全オリジナルアルバム22枚を復刻したCD-BOX『MOMOE PREMIUM』にはリマスタリング音源で収録されている。2007年9月30日には更なるマスターサウンド仕様が施された『Complete MOMOE PREMIUM』が発売された。

## 背景
収録曲の「春爛漫」「イノセント(純粋)」「娘たち」「愛染橋」「しなやかに歌って」、そして1982年7月に発売されたベスト・アルバム『Again 百恵 あなたへの子守唄』に収録された「あなたへの子守唄」は、いずれもシングルA面の候補曲であった。
本作が発売される前の1979年10月に百恵が三浦友和との交際宣言をしたことが、制作面にも影響を及ぼしている。プロデューサー兼ディレクターの川瀬泰雄は自著『プレイバック 制作ディレクター回想記』の中で、当時のスタッフはそのような状況の下、次のシングルやアルバムをどのような選曲にすれば良いか頭を悩ませていたと述べており、必然的に結婚を意識した楽曲が多くなっていったという。川瀬曰く、本作はトータルイメージが無く寄せ集めのようなアルバムになってしまったが、各曲の完成度は高い作品であるとした上で、そういった状況を考えずに制作した方が百恵の為、作品の為にも良かったのではないかと反省していると残している。

## 収録曲
| #  | タイトル              | 作詞     | 作曲     | 編曲     |
| -- | --------------------- | -------- | -------- | -------- |
| 1. | 「春爛漫」            | 松本隆   | 鈴木茂   | 鈴木茂   |
| 2. | 「イノセント (純粋)」 | 松本隆   | 堀内孝雄 | 萩田光雄 |
| 3. | 「娘たち」            | 阿木燿子 | 宇崎竜童 | 萩田光雄 |
| 4. | 「抱きしめられて」    | 松本隆   | 鈴木茂   | 鈴木茂   |
| 5. | 「愛染橋」            | 松本隆   | 堀内孝雄 | 萩田光雄 |

| #  | タイトル                             | 作詞     | 作曲     | 編曲      |
| -- | ------------------------------------ | -------- | -------- | --------- |
| 1. | 「愛の嵐」                           | 阿木燿子 | 宇崎竜童 | 萩田光雄  |
| 2. | 「ほゝえみのむこう側」               | 門谷憲二 | 川口真   | 船山基紀  |
| 3. | 「NAVY HILL」                        | 山川啓介 | 芳野藤丸 | B. Fasman |
| 4. | 「夕暮からあなたへ」                 | 門谷憲二 | 川口真   | 船山基紀  |
| 5. | 「しなやかに歌って-80年代に向って-」 | 阿木燿子 | 宇崎竜童 | 川口真    |

## 関連人物
- 松本隆
- 堀内孝雄
- 宇崎竜童
- 阿木燿子

## 関連作品
- MOMOE PREMIUM
- 山口百恵 22 Original Albums Collection
- Complete MOMOE PREMIUM

## 参考資料
- 川瀬泰雄『プレイバック 制作ディレクター回想記』学研マーケティング、2011年2月。ISBN 978-4054047259。